# Moussa Yahaya
Moussa Yahaya   (Níger, 4 de gener de 1975) és un exfutbolista del Níger de la dècada de 1990.
Fou internacional amb la selecció de futbol del Níger. Pel que fa a clubs, destacà la major part de la seva carrera a clubs polonesos com Legia Varsòvia, Sokół Tychy i Hutnik Kraków. També jugà a l'Albacete Balompié.